# You Are Guilty
You Are Guilty er en amerikansk stumfilm fra 1923 af Edgar Lewis.

## Medvirkende
- James Kirkwood som Stephen Martin
- Doris Kenyon som Alice Farrell
- Robert Edeson som Theodore Tennent
- Mary Carr som Mrs. Grantwood
- Russell Griffin som 'Buddy' Tennent
- Edmund Breese som Elkins
- Carlton Brickert som Joseph D. Grantwood
- Riley Hatch som Murphy